# Заводская поселковая община
Заводская поселковая община (укр. Заводська селищна громада) — территориальная община в Чортковском районе Тернопольской области Украины.
Административный центр — посёлок Заводское.
Население составляет 6300 человек. Площадь — 90,5 км².
В соответствии с распоряжением Кабинета Министров Украины от 12 июня 2020 года, в состав общины вошла территория Заводского поселкового совета, а также Залесянского, Угринского, Швайковского, Шманьковского и Шманьковчикского сельских советов Чортковского района.

## Населённые пункты
В состав общины входят 1 посёлок и 5 сёл:
- Посёлок Заводское
  - Швайковцы
- Залесянский старостинский округ:
  - Залесье
- Угринский старостинский округ:
  - Угринь
- Шманьковский старостинский округ:
  - Шманьковцы
- Шманьковчикский старостинский округ:
  - Шманьковчики